# Red ferroviaria exprés regional de Charleroi
La red ferroviaria exprés regional de Charleroi (abreviada S-Trein) es una red de cercanías ferroviarias belgas que da servicio a la ciudad valona de Charleroi y a la provincia de Henao. La red es explotada y mantenida por la Sociedad Nacional de los Ferrocarriles Belgas o SNCB. Actualmente, se encuentran en servicio cuatro líneas: 61, 62, 63 y 64.
La red proviene de la reorganización, reestructuración y unificación de las líneas conocidas como "lignes L" u "omnibus" y de las líneas denominadas "líneas P" o "heure de pointe" de la SNCB.
De las 61 estaciones actuales, en una paran las cuatro líneas y en dos hay correspondencia con el Metro de Charleroi.

## Historia
Tras la implementación de la red S-Trein Bruselas, SNCB comenzó a trabajar en la extensión del sistema a otras ciudades belgas, entre las cuales se encuentra Charleroi. Por ello, el 3 de septiembre de 2018, se inauguró la red, con 4 líneas iniciales.

## Explotación
El primer tren sale desde la estación de Charleroi-Sud a las 06:19. Es un tren de la línea 61 hacia Namur. El último tren llega a la estación de Couvin desde la de Charleroi-Sud a las 23:17. Forma parte de la línea 64. Las frecuencias de paso varían en función de la línea y la estación, dado que hay estaciones en las cuales no todos los trenes se detienen.

## La red

### Líneas
| Línea | Recorrido                                | Inauguración            | Distancia | Duración   | Paradas |
| ----- | ---------------------------------------- | ----------------------- | --------- | ---------- | ------- |
|       | Ottignies ↔ Namur — Jambes               | 3 de septiembre de 2018 | 75,6 km   | 1 h 44 min | 28      |
|       | Charleroi-Sud ↔ La Louvière-Sud — Luttre | 3 de septiembre de 2018 | 42,0 km   | 1 h 12 min | 15      |
|       | Charleroi-Sud ↔ Erquelinnes              | 3 de septiembre de 2018 | 28,7 km   | 38 min     | 11      |
|       | Charleroi-Sud ↔ Walcourt — Couvin        | 3 de septiembre de 2018 | 53,1 km   | 1 h 02 min | 12      |

### Estaciones
| Estaciones principales  | Intercambiadores principales                                                             | Estaciones secundarias | Estaciones secundarias | Estaciones secundarias | Estaciones secundarias |
| ----------------------- | ---------------------------------------------------------------------------------------- | --- | --- | --- | --- |
| - Charleroi-Sud - Namur | - Charleroi-Ouest - Erquelinnes - Jambes - La Louvière-Centre - La Louvière-Sud - Luttre | - Aiseau - Auvelais - Beignée - Carnières - Céroux-Mousty - Court-Saint-Étienne - Châtelet - Couillet - Cour-sur-Heure - Couvin - Erquelinnes-Village - Farciennes - Faux | - Flawinne - Fleurus - Floreffe - Fontaine-Valmont - Forchies - Franière - Godarville - Gouy-lez-Piéton - Ham-sur-Heure - Jamioulx - Jemeppe-sur-Sambre - La Roche-Brabant - Labuissière | - La Roche-Brabant - Labuissière - Landelies - Le Campinaire - Ligny - Lobbes - Lodelinsart - Manage - Marchienne-au-Pont - Marchienne-Zone - Mariembourg - Morlanwelz - Moustier | - Ottignies - Philippeville - Piéton - Pont-à-Celles - Pry - Ronet - Solre-sur-Sambre - Tamines - Tilly - Thuin - Villiers-la-Ville - Walcourt - Yves-Gomezée |

## Características técnicas
La red de S-Trein Charleroi es una adaptación de los trenes "L" y "P" de principios del siglo XXI. Se les colocó la "S", a modo del S-Bahn alemán, para diferenciarlos y crear una imagen atractiva para los visitantes y más organizada para los usuarios habituales. La "S" proviene del francés suburbaine o del inglés suburban, ambos significando "suburbano".

## Tarificación
Existen varios tipos de billetes válidos en la red S-trein Charleroi:
| Billete             | Descripción                                                                       | Variantes | Precio               | Zonas |
| ------------------- | --------------------------------------------------------------------------------- | --------- | -------------------- | ----- |
| City Pass Charleroi | Pase ilimitado válido en: - S-Trein - Metro de Charleroi - Autobuses de Charleroi | 24 h      | 7€                   | 1     |
| City Pass Charleroi | Pase ilimitado válido en: - S-Trein - Metro de Charleroi - Autobuses de Charleroi | 1 mois    | 30€ / 60€            | 1     |
| City Pass Charleroi | Pase ilimitado válido en: - S-Trein - Metro de Charleroi - Autobuses de Charleroi | 12 mois   | 300€ / 600€          | 1     |
| Abonnement Trajet   | Abono válido para realizar el mismo viaje (ida y vuelta) cada día                 | 1 mois    | depende del trayecto | 1-2-3 |
| Abonnement Trajet   | Abono válido para realizar el mismo viaje (ida y vuelta) cada día                 | 3 mois    | depende del trayecto | 1-2-3 |
| Abonnement Trajet   | Abono válido para realizar el mismo viaje (ida y vuelta) cada día                 | 12 mois   | depende del trayecto | 1-2-3 |
| Billet Standard     | Billete simple ocasional (ida o ida y vuelta)                                     | 1ª clase  | depende del trayecto | 1-2-3 |
| Billet Standard     | Billete simple ocasional (ida o ida y vuelta)                                     | 2ª clase  | depende del trayecto | 1-2-3 |

Además, por cada billete de InterCity (IC), se puede viajar entre todas las estaciones de la zona 1 antes o después de dicho viaje.